# Дроздово (Піський повіт)
Дроздово (пол. Drozdowo, нім. Drosdowen) — село в Польщі, у гміні Ожиш Піського повіту Вармінсько-Мазурського воєводства.
Населення — 118 осіб (2011).
У 1975-1998 роках село належало до Сувальського воєводства.

## Демографія
Демографічна структура станом на 31 березня 2011 року:
|          | Загалом | Допрацездатний вік | Працездатний вік | Постпрацездатний вік |
| -------- | ------- | ------------------ | ---------------- | -------------------- |
| Чоловіки | 64      | 13                 | 41               | 10                   |
| Жінки    | 54      | 12                 | 30               | 12                   |
| Разом    | 118     | 25                 | 71               | 22                   |